# Дулуман, Евграф Каленьевич
Евгра́ф Кале́ньевич (Кале́никович) Дулума́н (фамилия при рождении — Доломан; 6 января 1928, Большая Бокова, Любашёвский район, Одесская область, УССР, СССР — 24 июня 2013) — советский и украинский религиовед и философ. Доктор философских наук, профессор, отлучённый от церкви (1959 г.) кандидат богословия (1951 г.). Заслуженный работник культуры Украины. Марксист. Известен своей деятельностью в области научного атеизма. Дулуман вёл активную борьбу с религией в виде диспутов, круглых столов, а также лекций на атеистические темы.

## Биография

### Детство
Родился 6 января 1928 года в семье крестьянина села Большая Бокова Любашевского района Одесской области УССР. Имя было выбрано по святцам. Отец — Калень (Каленик) Доломан (Долуман) был неграмотным, мать обучалась в церковно-приходской школе и позже работала учительницей.
В 1934 году пошёл в первый класс. К началу войны и приходу немцев в 1941 году Евграф закончил 7 классов Боковской средней школы:3. Проживал на оккупированной территории и после её освобождения от немецких войск, в 1944 году, поступил в 8 класс Любашёвской средней школы:33. Однако тяжёлое материальное положение не позволило далее продолжить светское образование. По собственному признанию Дулумана, в вопросах веры и дальнейшего обучения в семинарии на него большое влияние оказал сельский священник отец Алексей.

### Церковная жизнь
Осенью 1945 года Евграф поступил на Одесские Пастырско-богословские курсы, спустя год реорганизованные в Одесскую духовную семинарию. В это заведение принимали лишь по исполнении 18 лет, поэтому первые пять месяцев обучения, до своего дня рождения, Евграф посещал занятия без официального зачисления. Четырёхлетний курс обучения был пройден за два года. По собственным словам, был глубоко верующим, про своё отношение к религии в это время писал: «… я не только верил, я жил религией»:40.
Учился с большим успехом, окончив семинарию досрочно в 1947 году и был направлен в Московскую духовную академию. Здесь одновременно с ним учились такие известные в дальнейшем деятели Православной церкви, как митрополит Питирим (Нечаев), протоиерей Дмитрий Дудко, митрополит Сергий (Петров), архимандрит Иоанн (Крестьянкин), архиепископ Сергий (Голубцов), предстоятель УПЦ КП Филарет (Денисенко), многолетний сотрудник ОВЦС МП доктор богословия Алексей Буевский.
В ходе обучения сомнения относительно правильности выбора достигли такого масштаба, что весной 1949 года Дулуман предпринял попытку вернуться к светской советской жизни — подал заявление об уходе из Московской духовной академии. Но ректор, митрополит Гермоген (Кожин), и ряд других академических наставников, в частности Н. П. Доктусов и, в первую очередь, протоиерей Всеволод Шпиллер (научный руководитель кандидатской диссертации) и протоиерей Александр Ветелев, а также товарищи по учёбе, например, М. А. Денисенко, убедили его остаться:56.
В 1951 году закончил МДА со степенью кандидата богословия, защитив диссертацию на тему «Главные партии англиканской церкви, их экклесиология и критика последней с православной точки зрения». Направлен в Саратовскую духовную семинарию, где работал в качестве доцента и заместителя инспектора. Читал лекции по русскому языку и христианской философии (основное и нравственное богословие). Лекции были отмечены благодарностью Патриарха:62. Работа здесь длилась один учебный год — с сентября 1951 года по июнь 1952 года.

### Атеистическая жизнь
Сомнения в вере у Дулумана начались (по его словам) после чтения книг Людвига Фейербаха, Фридриха Энгельса и Анатолия Луначарского, против которых он не смог найти аргументов в церковной литературе. В 1952 году Евграф Дулуман демонстративно покинул Саратовскую семинарию, окончательно разуверившись в религии, о чём письменно уведомил вышестоящие церковные круги и через СМИ — широкую общественность. В одесском обкоме КПСС написал заявление о разрыве с религией. В 1953 году вступил в ВЛКСМ.
Далее работал бригадиром в колхозе в селе Большая Бокова. Там же закончил вечернюю среднюю общеобразовательную школу. По собственному признанию, три раза проваливался «на вступительных экзаменах в разные вузы». В сентябре 1953 года поступил в Одесский кредитно-экономический институт, «в котором получил профессию бухгалтера Госбанка СССР», окончив в 1956 году. После этого по рекомендации ЛКСМ УССР был принят на 3-й курс философского факультета Киевского университета, который окончил в 1959 году.
После начала хрущёвской атеистической кампании был привлечён к публичной антирелигиозной деятельности. 24 марта 1957 года в газете «Комсомольская правда» опубликовал статью «Как я стал атеистом», где подробно рассказал историю своей жизни в Русской православной церкви, а также назвал причины своих сомнений в религиозной вере и уходе из семинарии. Про религию он писал, что она «несёт в себе дурман, который способен действительно опьянить некоторые не слишком сознательные головы». О Причастии, молитвах и посте Дулуман говорил, что «здравый смысл немедленно опровергает смысл религии».
С 1958 года выступал с атеистическими публикациями в прессе. 30 декабря 1959 года, среди прочих, был официально отлучен от церкви Священным синодом Русской православной церкви. Сам Дулуман очень гордился такой оценкой своей богоборческой деятельности, поскольку считал, что это его поставило в один ряд с ранее отлучённым Львом Толстым.
C августа по ноябрь 1959 года работал в должности старшего методиста по атеистической пропаганде Киевского планетария, затем в 1959—1962 годах референтом Киевского областного отделения общества «Знание».
В 1962 году поступил в аспирантуру кафедры научного атеизма КГУ имени Шевченко. В 1964 году защитил диссертацию на соискание учёной степени кандидата философских наук по теме «Научная критика идеи Бога и её значение для преодоления религиозных пережитков». С января 1964 по октябрь 1969 года работал старшим преподавателем, доцентом, и. о. заведующего кафедрой научного атеизма в Киевском педагогическом институте имени А. М. Горького.
В 1965 году коммунистами кафедры научного атеизма и математического факультета рекомендован к вступлению в КПСС. Кандидат в члены КПСС с 1965 года, с 1966 года — член КПСС:26—27.
В 1969—1982 годах работал старшим научным сотрудником и заведующим отделом научного атеизма Института философии АН УССР.
В 1974 году защитил диссертацию на соискание учёной степени доктора философских наук по теме «Религия как социально-исторический феномен», ему было присвоено учёное звание профессора.
В 1982 году перешёл на должность профессора кафедры философии Украинской сельскохозяйственной академии. В 1998 году был отправлен на пенсию, но продолжил преподавательскую деятельность.
В 2000—2006 годах — профессор кафедры религиоведения философского факультета Восточноукраинского университета имени Владимира Даля.
С 2003 года до последних дней — профессор кафедры философии Киевского политехнического института.
В 2008—2011 годах — профессор кафедры философии и религиоведения Донецкого государственного университета информатики и искусственного интеллекта.
До последних дней продолжал дружбу с земляком и коллегой Павлом Дарманским.
Дулуман скончался 24 июня 2013 года вследствие онкологического заболевания. Прощание состоялось 26 июня 2013 года в Центре культуры и искусств Киевского политехнического института. Похоронен на Байковом кладбище в Киеве.

## Семья
В 1957 году, по собственным словам, «женился на девушке, колхознице из Сумской области». В браке родилось 3 дочери. У Е. К. Дулумана есть три внука.